# Petit Dieter doit voler
Pour plus de détails, voir Fiche technique et Distribution.
Petit Dieter doit voler (Little Dieter Needs to Fly) est un   documentaire allemand, écrit et réalisé pour la télévision par Werner Herzog en 1997.

## Synopsis
Dengler narre un souvenir de jeunesse où les chasseurs-bombardiers alliés ont détruit son village et, lorsqu'il vit l'un des pilotes, il décida de devenir pilote. À 18 ans, Dengler émigre aux États-Unis et s'enrôle pour deux ans dans l’US Air Force, mais n'obtient pas ses galons de pilote. Après avoir quitté l’US Air Force, Dengler fréquente le collège puis rejoint l'United States Navy. Après avoir terminé les entraînements de vol, il est affecté en tant que pilote de Douglas A-1 Skyraider dans l'escadrille Attack Squadron 65 (en) sur le USS Constellation.
En 1966, Dengler sert à bord de l'USS Ranger (CV-61) dans l'escadrille Attack Squadron 145. À cette époque, l'escadron était équipé du Douglas AD-6/A-1H Skyraider, un avion monomoteur d'attaque à hélice. Dans la matinée du 1er février, il décolle du porte-avions avec trois autres pilotes pour une mission d'interdiction à proximité de la frontière laotienne. La visibilité est mauvaise et, après avoir atteint leur objectif, les quatre pilotes se perdent de vue. Dengler est le dernier dans les parages et son Skyraider est frappé par des tirs antiaériens. Il se pose en catastrophe au Laos.
Dengler est fait prisonnier par le Pathet Lao, puis remis aux soldats de l'armée du Nord-Vietnam. Après avoir été torturé et contraint à la famine enchaîné au fond d'une cage en bambou, il s'échappe et après un périple d'une vingtaine de jours est secouru par le colonel Eugene Deatrick.
La majeure partie du film se compose de séquences tournées lors d'un voyage entrepris par Herzog et Dengler au Laos et en Thaïlande en vue de recréer le calvaire du pilote. Herzog a embauché des habitants afin de jouer le rôle des ravisseurs tandis que Dengler décrivait son périple et son expérience.

## Fiche technique
- Titre : Petit Dieter doit voler
- Titre original : Little Dieter Needs to Fly
- Titre en autres langues : allemand : Flucht aus Laos
- Réalisation : Werner Herzog
- Scénario : Werner Herzog
- Producteur : Lucki Stipetic
- Directeur de la photographie : Peter Zeitlinger
- Monteur : Joe Bini, Glen Scantlebury, Rainer Standke
- Studio : Werner Herzog Filmproduktion, ZDF, BBC,    Arte, Media Ventures
- Distribution : Werner Herzog Filmproduktion
- Genre : documentaire
- Durée :
  - 80 minutes (cinéma)
  - 52 minutes (télévision)
- Pays d'origine :  France,  Royaume-Uni,  Allemagne
- Langues originales : anglais, allemand
- Dates de sortie :
  - États-Unis : 29 août 1997 (Festival du film de Telluride) ; 2 octobre 1998 (sortie nationale)

## Distribution
- Dieter Dengler : lui-même
- Werner Herzog : lui-même/narrateur
- Eugene Deatrick : lui-même

## Liminaire
Herzog a trouvé une âme sœur dans le pilote des Marines germano-américain et vétéran du Viêt Nam, Dieter Dengler. Comme Herzog, Dengler a grandi dans une Allemagne réduite en ruines par la Deuxième Guerre mondiale. Tant Herzog que Dengler ont connu la faim et les privations dans les années qui suivirent la fin de la guerre.

## Après le documentaire, le film
Werner Herzog a réalisé Rescue Dawn, un film sorti en 2007 où il retrace l'histoire de Dieter Dengler. Son rôle est interprété par l'acteur gallois Christian Bale.